# Усвятская волость

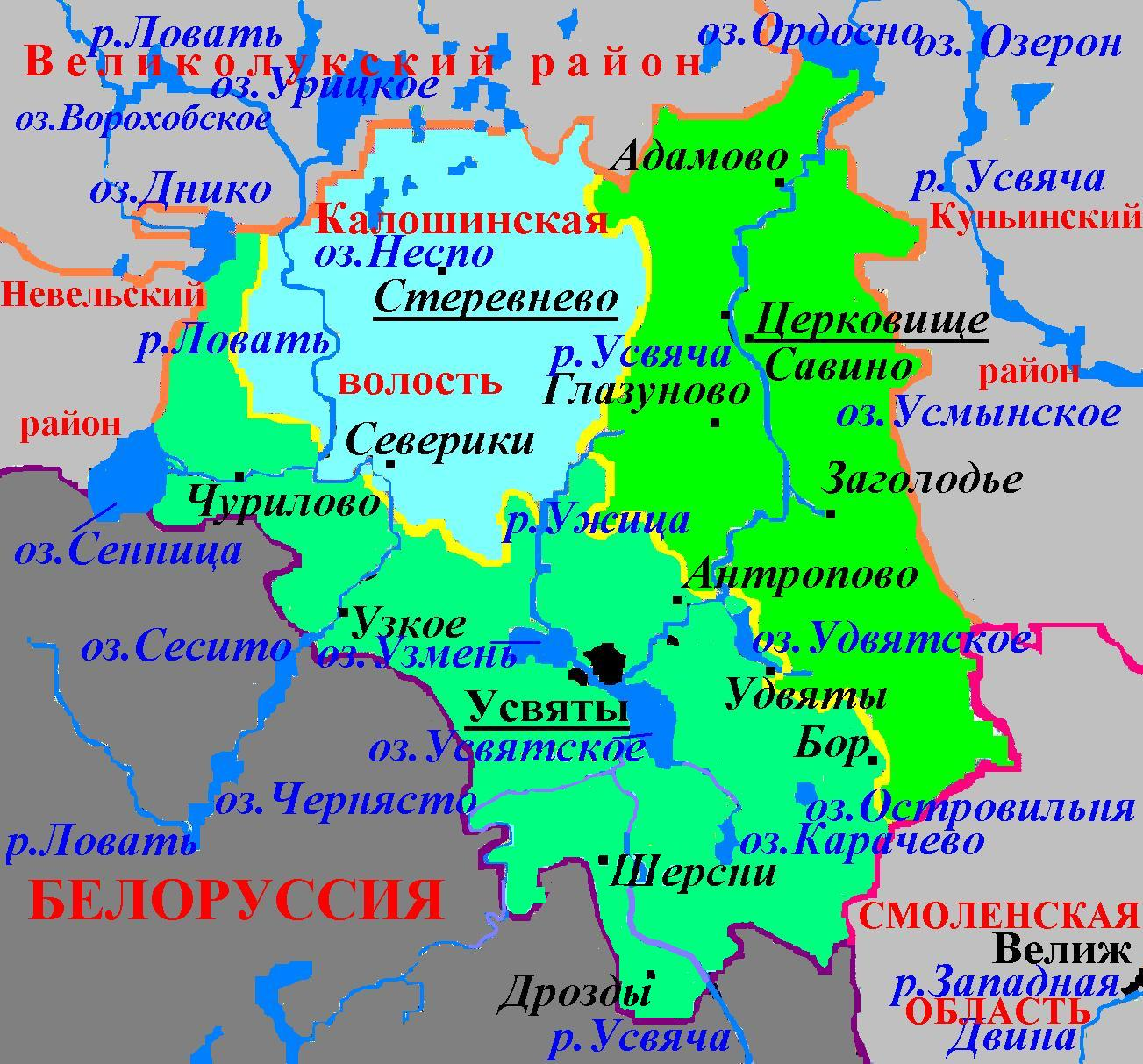
Административное деление Усвятского района в 2010—2015 гг.

Усвятская волость — административно-территориальная единица 3-го уровня и муниципальное образование со статусом сельского поселения в Усвятском районе Псковской области России.
Административный центр — посёлок городского типа (рабочий посёлок) Усвяты.

## География
Территория волости граничит на востоке — с Церковищенской волостью Усвятского района, на севере — через упразднённую Калошинскую волость — с Великолукским районом, на северо-западе — с Невельским районом Псковской области, на юго-востоке — со Смоленской областью, на юге и юго-западе — с Витебской областью Белоруссии.
На территории Усвятской волости расположены озёра: Усвятское (7,0 км², глубиной до 3,6 м), Узмень (4,5 км², глубиной до 3,8 м), Карачево или Карачаево (2,2 км², глубиной до 4 м), Островильня или Островильно (1,6 км², глубиной до 4 м), Ужанье (1,35 км², глубиной до 2,8 м), Удвят или Удвятское (1,2 км², глубиной до 5 м), Неспо или Несьпо (0,9 км², глубиной до 6 м), Калёное (0,5 км², глубиной до 5,8 м) и др.

## Население
| 2002  | 2010  | 2012  | 2013  | 2014  | 2015  | 2016  |
| ----- | ----- | ----- | ----- | ----- | ----- | ----- |
| 1130  | ↗1170 | ↘1115 | ↘1080 | ↘1047 | ↘1029 | ↗1468 |
| 2017  | 2018  | 2019  | 2020  | 2021  |       |       |
| ↗1480 | ↘1470 | ↘1464 | ↘1447 | ↘1389 |       |       |

Суммарная численность населения Усвятской волости и присоединённой к ней Калошинской волости, по состоянию на 1 января 2015 года составляет 1475 человек.

## Населённые пункты
В состав Усвятской волости с апреля 2015 года входят 78 населённых пунктов (деревень):
| №  | Населённый пункт | Тип     | Население |
| -- | ---------------- | ------- | --------- |
| 1  | Авсейково        | деревня | ↘0        |
| 2  | Авсюхово         | деревня | →0        |
| 3  | Алексеевка       | деревня | ↘1        |
| 4  | Альшуты          | деревня | →0        |
| 5  | Антропово        | деревня | ↘74       |
| 6  | Асмоловичи       | деревня | →0        |
| 7  | Березовка        | деревня | ↘15       |
| 8  | Боброво          | деревня | ↗10       |
| 9  | Большой Городец  | деревня | ↘6        |
| 10 | Бондарево        | деревня | ↘26       |
| 11 | Бор              | деревня | ↘36       |
| 12 | Борновалово      | деревня | ↘35       |
| 13 | Боровица         | деревня | ↗49       |
| 14 | Бруи             | деревня | ↘3        |
| 15 | Василевские Нивы | деревня | ↘7        |
| 16 | Гривы            | деревня | ↘0        |
| 17 | Дрозды           | деревня | ↘25       |
| 18 | Есипово          | деревня | →0        |
| 19 | Жабино           | деревня | ↘11       |
| 20 | Заболонье        | деревня | →4        |
| 21 | Заднее Село      | деревня | →0        |
| 22 | Заселок          | деревня | ↘2        |
| 23 | Захарки          | деревня | ↘16       |
| 24 | Зеваки           | деревня | →0        |
| 25 | Ильино           | деревня | ↘9        |
| 26 | Калошино         | деревня | ↘2        |
| 27 | Каменный Городец | деревня | ↘3        |
| 28 | Капустино        | деревня | ↘4        |
| 29 | Каревино         | деревня | ↘0        |
| 30 | Карпекино        | деревня | ↘28       |
| 31 | Кивалы           | деревня | ↘13       |
| 32 | Клинково         | деревня | ↘0        |
| 33 | Кляжи            | деревня | ↘12       |
| 34 | Когтево          | деревня | ↗8        |
| 35 | Коровница        | деревня | ↘3        |
| 36 | Кошкино          | деревня | #Н/Д      |
| 37 | Кузьмино         | деревня | ↗12       |
| 38 | Лобани           | деревня | ↘8        |
| 39 | Лукашенки        | деревня | ↘18       |
| 40 | Лукаши           | деревня | ↗2        |
| 41 | Лысая Гора       | деревня | ↗9        |
| 42 | Люшково          | деревня | ↘6        |
| 43 | Мельны           | деревня | ↘14       |
| 44 | Молитвино        | деревня | ↘12       |
| 45 | Мыший Бор        | деревня | ↘1        |
| 46 | Мышкино          | деревня | ↘0        |
| 47 | Несьпо           | деревня | ↗6        |
| 48 | Новая            | деревня | ↘36       |
| 49 | Новая Деревня    | деревня | ↘36       |
| 50 | Пестюхино        | деревня | ↘1        |
| 51 | Пожары           | деревня | ↘4        |
| 52 | Пралище          | деревня | ↗6        |
| 53 | Пристань         | деревня | →1        |
| 54 | Пруд             | деревня | ↘26       |
| 55 | Прудище          | деревня | ↗33       |
| 56 | Пыси             | деревня | →0        |
| 57 | Рудня            | деревня | ↘8        |
| 58 | Рыбаковы Нивы    | деревня | ↗22       |
| 59 | Рындино          | деревня | ↘6        |
| 60 | Северики         | деревня | ↘148      |
| 61 | Смолино          | деревня | ↗6        |
| 62 | Стеревнево       | деревня | ↗166      |
| 63 | Стыкино          | деревня | →0        |
| 64 | Тарасово         | деревня | ↘13       |
| 65 | Терасы           | деревня | ↗37       |
| 66 | Удвяты           | деревня | ↘126      |
| 67 | Ужани            | деревня | ↗6        |
| 68 | Узкое            | деревня | ↘136      |
| 69 | Усвятские Нивы   | деревня | 0         |
| 70 | Хлевище          | деревня | →0        |
| 71 | Хмелище          | деревня | ↘12       |
| 72 | Цыганковы Нивы   | деревня | ↘30       |
| 73 | Чеснорье         | деревня | ↘27       |
| 74 | Чурилово         | деревня | ↘111      |
| 75 | Шарлоты          | деревня | →0        |
| 76 | Шепели           | деревня | ↘4        |
| 77 | Шершни           | деревня | ↘146      |
| 78 | Яськи            | деревня | ↘25       |

Законом Псковской области от 20 сентября 2019 года была упразднена деревня Пахомовичи.

## История
Постановлением Псковского областного Собрания депутатов от 26 января 1995 года все сельсоветы в Псковской области были переименованы в волости, в том числе Усвятский сельсовет  в Усвятскую волость.
Законом Псковской области от 28 февраля 2005 года в границах волости было также создано муниципальное образование Усвятская волость со статусом сельского поселения с 1 января 2006 года в составе муниципального образования Усвятский район со статусом муниципального района.
На референдуме 11 октября 2009 год было поддержано объединение Чеснорской волости с Усвятской. Законом Псковской области от 3 июня 2010 года Чеснорская волость была упразднена, а её территория была включена в состав Усвятской волости.
С июля 2010 до апреля 2015 года в состав Усвятской волости входил 51 населённый пункт (деревня): Авсейково, Авсюхово, Алексеевка, Альшуты, Антропово, Асмоловичи, Боброво, Бондарево, Бор, Борновалово, Бруи, Василевские Нивы, Гривы, Дрозды, Жабино, Захарки, Ильино, Капустино, Карпекино, Коровница, Кошкино, Клинково, Кляжи, Кивалы, Лобани, Лукашенки, Люшково, Молитвино, Мыший Бор, Новая Деревня, Пахомовичи, Пруд, Пожары, Пристань, Прудище, Рыбаковы Нивы, Рындино, Смолино, Стыкино, Тарасово, Терасы, Удвяты, Узкое, Ужани, Усвятские Нивы, Чурилово, Шарлоты, Шершни, Цыганковы Нивы, Чеснорье, Яськи.
Законом Псковской области от 30 марта 2015 года была упразднена Калошинская волость, территория которой 11 апреля 2015 года была включена в состав Усвятской волости.

## Археология
- Неолитическое поселение Усвяты IV, названное археологами «Северной Венецией». Трёхслойное поселение на воде в северной части Усвятского озера, на мысу под современным названием «Рог» раскопали в 1964 году. На ранних этапах существования поселения, основным промысловым животным был лось[27][28]. Идол из рога лося высотой чуть более 9 см — статуэтка обнажённого мужчины с большой головой, узкими плечами и развитым торсом. Усвятская культура датируется возрастом 8 тыс. лет[29].
- В районе Усвят известно 5 городищ. В X веке в Усвятах было небольшое мысовое городище и примыкающее к нему селище, окруженное по меньшей мере двумя курганными могильниками. На Старом усвятском городище на южном мысу найден детинец XII—XIII веков, а под ним — языческий могильник X века. От кремаций остались кальцинированные кости, измельчённые, которые рассыпались по поверхности и сверху насыпался курган, найдены следы тризн. На соседнем мысу обнаружено укреплённое поселение X—начала XI века. В XII веке это городище оказалось занято христианским кладбищем. Культурный слой X—начала XI века перекрыт мощным пожаром. В одной из погибших от пожара построек было найдено зернохранилище с обугленным зерном, два железных наконечника рал, коса, два наральника. В скоплении преобладают зерна ячменя[30]. В слой пожара были впущены столбы некой массивной постройки XI—XII века — брёвна диаметром 45−50 см, вкопанные на глубину до 1,5 метров. Скорее всего, это остатки деревянного храма. Столбовые ямы перекрывают погребения XII—XIII веков. Рядом со столбовыми ямами найдены 3 книжных застёжки. Также при раскопках найден гребешок XII—XIII веков с нечитаемой надписью-граффити. В пойме Усвятского озера, у подножия северного мыса при впадении в озеро протоки Узмень и реки Усвячи, где был обнаружен влажный культурный слой, насыщенный щепой, с лепной и гончарной керамикой и найдена деревянная счётная бирка, были отобраны материалы для спорово-пыльцевой диаграммы[31][32][33]. На месте могильника поселения Усвяты, которое существовало здесь в XII—XIII веках в перепаханном и перерытом слое найдены саманидский дирхем X века и лепная керамика[34], итальянский свинцовый паломнический жетон с изображениями апостолов Петра и Павла[35]. На комплексе памятников в урочище Юрьевы Горы найдены сильно стёртая привеска с рельефным изображением знака Рюриковичей, височное кольцо «нитранского типа», свидетельствующее о знакомстве с великоморавской ювелирной традицией, накладки с аналогиями в Великой Моравии и в Волжской Болгарии, местные древности, восходящие к культуре длинных курганов смоленского типа: трапециевидные привески, литые трёхдырчатые цепедержатели и ромбовидные привески, ряд деталей поясной гарнитуры. Усвяты — третий после Гнёздова и Городка-на-Ловати пункт, где зафиксировали следы изготовления ромбовидных привесок[36][37]. Ближайшая от Усвята сопка культуры длинных курганов известна у деревни Глазуново в 15 км от озера Усвятское вверх по реке Усвячи[38]. Раннегородское поселение конца IX века—XI века на Юрьевых Горах сменяется древнерусским летописным городом Усвятом XII—XIII веков. Постройки XII—XIII веков были поставлены на курганы языческого времени, но значительный хронологический разрыв между могильником и детинцем (от 50 до 100 лет) свидетельствует о том, что на момент строительства языческое кладбище было уже заброшено. На городище XII—XIII веков примерно за 100 лет его существования произошло как минимум два опустошительных пожара. В первом пожаре погибла застройка, возведённая на начальном этапе существования детинца (около середины XII века). После второго пожара, уничтожившего поселение в XIII веке, городок уже не смог возродиться[39].